# Der Mann im Monde
Der Mann im Monde est un film muet allemand réalisé par Robert Leffler, sorti en 1918. Il est l'adaptation d'une satire écrite par Wilhelm Hauff intitulée Der Mann im Mond oder Der Zug des Herzens ist des Schicksals Stimme,.

## Synopsis
Inconnu.

## Fiche technique
- Titre original : Der Mann im Monde
- Réalisation : Robert Leffler
- Scénario :  Karl Singer, Rudolf Strauß
- Directeur de la photographie : Helmar Lerski
- Directeur artistique : Robert A. Dietrich, Artur Günther
- Producteur : Robert Reinert
- Sociétés de production : Deutsche Bioscop
- Distribution : Bioskop Film
- Pays de production :  République de Weimar
- Longueur : 1004 mètres
- Format : Noir et blanc - 1,33:1 - Muet
- Date de sortie : 
  - République de Weimar : 1918

## Distribution
- Lia Borré
- Carl de Vogt